# L'ultima tappa (film)
L'ultima tappa (Ostatni etap) è un film del 1948 diretto da Wanda Jakubowska. È uno dei primi film sull'Olocausto e in assoluto il primo ad essere ambientato ad Auschwitz. Offre un quadro semplice e realistico delle condizioni di vita e di morte nel campo di sterminio. Non poteva essere altrimenti poiché sia la regista Wanda Jakubowska che la sceneggiatrice Gerda Schneider erano state prigioniere ad Auschwitz. Il film fu girato nei luoghi stessi delle vicende narrate e a interpretarlo furono chiamati molti sopravvissuti del campo.

## Trama
Una giovane ebrea, Marta Weiss, viene mandata al campo di concentramento di Auschwitz con la sua famiglia. Il giorno stesso del loro arrivo, Marta è selezionata come interprete, mentre tutta la sua famiglia viene uccisa. Nell'attesa che l'Armata Rossa giunga a liberarle, Marta e le sue compagne lottano per sopravvivere sotto la tirannia delle guardie naziste e degli altrettanto spietati "Kapo".

## Produzione
Il film fu prodotto dalla P.P. Film Polski.

## Distribuzione
Il film uscì nelle sale cinematografiche in Polonia il 28 marzo 1948. Ebbe ampia distribuzione a livello internazionale, in Europa ma anche negli Stati Uniti.

## Riconoscimenti
- Globo di Cristallo 1948 al Festival internazionale del cinema di Karlovy Vary